# Beatrice Kerr

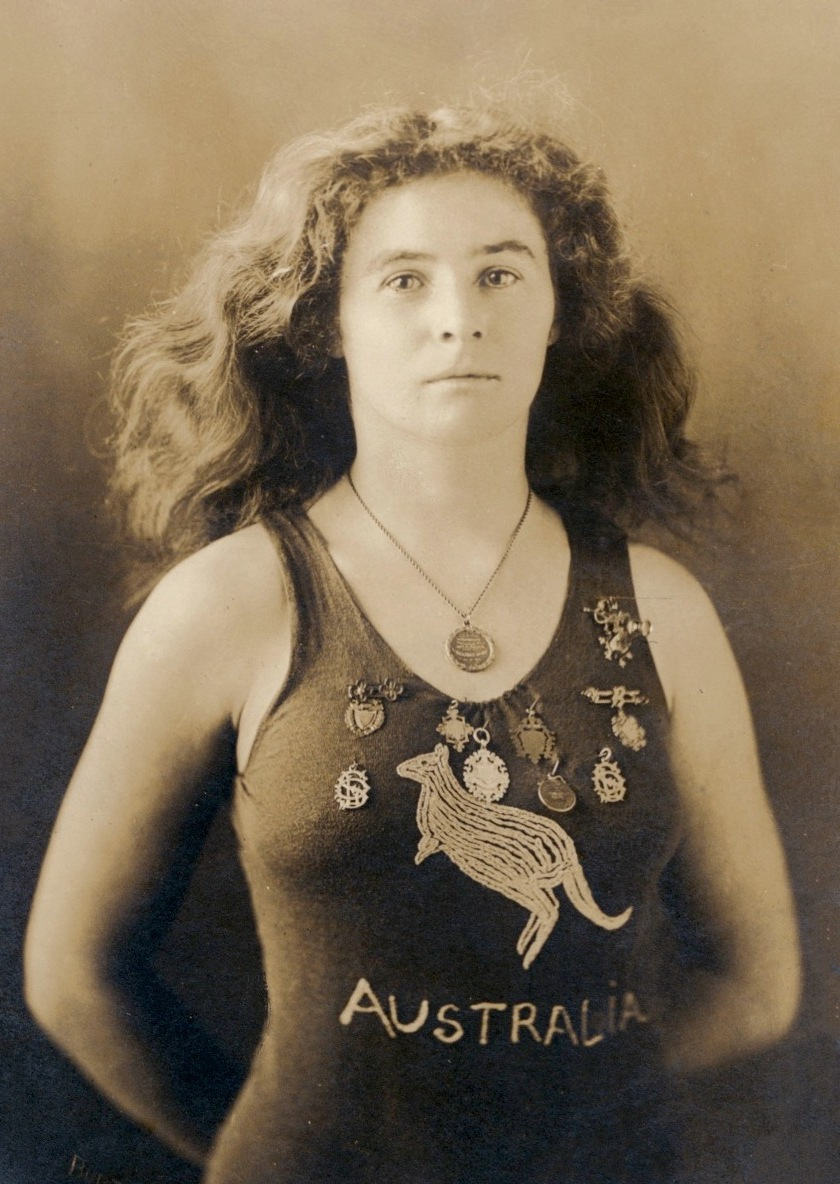
Beatrice Kerr

Beatrice Kerr (30 november 1887 - 3 augustus 1971) was een Australisch zwemster.

## Levensloop
Kerr werd geboren in 1887 in Williamstown in Australië. Kerr leerde al vroeg zwemmen. In 1905 won ze medailles op de Victoriaanse en Australië-Aziatische kampioenschappen. Kerr gaf ook zwem- en duiklessen. Kerr wordt vaak vergeleken met de Australische zwemkampioene Annette Kellerman, hoewel beiden in competitieverband nooit tegen elkaar zwommen. De zwemuitdagingen van Kerr aan het adres van Kellerman werden niet beantwoord.
Kerr overleed in 1971. Ze was sinds 1912 gehuwd met Griffith Ellis Williams.